# Зоряні війни: Повернення джедая
«Зоряні війни. Епізод VI. Повернення джедая» (англ. Star Wars Episode VI: Return of the Jedi) — науково-фантастичний фільм, знятий Річардом Марквендом, третій за порядком випуску, але хронологічно шостий фільм кіносаги «Зоряні війни». Спочатку планувалося назвати стрічку «Помста джедая». На 1 березня 2024 року фільм займав 84-ту позицію у списку 250 кращих фільмів за версією IMDb.
Прем'єра відбулася 25 травня 1983 року. Бюджет картини становив 32,5 млн. доларів, касові збори у світі — понад 572 млн.

## Сюжет
Галактична імперія будує нову, потужнішу «Зірку Смерті», щоб покласти край Альянсу повстанців. Замороженого Хана Соло доставлено його ворогу, мафіозі Джаббі Гатту на планету Татуїн. Щоб його звільнити, Люк відсилає до Джабби дроїдів R2-D2 і C-3PO з посланням. Джабба відкидає пропозицію віддати Хана, а дроїдів забирає собі. R2-D2 тепер розносить напої, а C-3PO служить особистим перекладачем у Гатта. Тим часом до палацу мафіозі проникають переодягнені Лендо і Лея. Уночі Лея розморожує Хана, але їх схоплюють. Джабба садить Лею на ланцюг біля себе, зробивши рабинею замість нещодавно страченої.
Врятувати друзів приходить Люк Скайвокер, якого до Джабби пропускає його радник Біб Фортуна, на якого Люк вплинув Силою. Гатт насміхається з вимог Люка і кидає його до ями зі звіром ранкором. Проте джедай завдяки кмітливості перемагає чудовисько. Джабба засуджує полонених до страти через згодовування їх пустельній істоті сарлаку. Дорогою R2-D2 дає Люку його світловий меч, змайстрований під час навчання у Йоди. Починається бій, полонені звільняються і кидають у пащу сарлаку охоронців та найманця Бобу Фетта. Лея ж задушує Джаббу ланцюгом і підриває його летючу баржу.
Люк повертається на планету Дагоба, де знаходить Йоду при смерті. Той застерігає не шукати швидкого бою з Дартом Вейдером, але тільки після нього Люк стане справжнім джедаєм. Наостанок Йода каже, що є інший Скайвокер і помирає. З'являється дух Обі-Вана Кенобі, який повідомляє, що в Люка є сестра. Той здогадується — це Лея.
Люк повертається до повстанців. Альянсом вирішено, що кораблі під керівництвом генерала Калріссіана будуть атакувати нову «Зірку Смерті». Але треба, щоб хтось відключив захисний щит, а тому на Ендор, де знаходиться генератор, вирушають Люк, Хан, Лея і дроїди. На вкритому лісами супутнику, вони потрапляють у полон до племені евоків, які сприймають C-3PO за свого бога. Через це друзі залишаються гостями евоків. Люк говорить Леї правду і вирішує зустрітись з Дартом Вейдером. Для цього він здається в полон імперським військам і лишається наодинці з Вейдером. Люк намагається переконати батька не служити Темному боку Сили й згадати те, ким він був — джедаєм Енакіном Скайвокером. Але той не вірить в міць Світлого боку та відвозить сина до імператора Палпатіна на навчання Темному боку Сили. На супутнику починається атака на базу Імперії, у якій повстанцям допомагають евоки. Але їм не вдається здійснити заплановане. Флот Альянсу прибуває зарано і потрапляє в засідку. Палпатін, демонструючи це, розповідає, що це він навмисно передав Альянсу інформацію про генератор поля. Тепер імператор обіцяє помилувати повстанців, якщо Люк пристане до Темного боку Сили.
Імператор провокує Люка до нападу на нього, Вейдер стає на захист свого володаря. Він дізнається, що у Люка є сестра і погрожує навернути на Темний бік її замість Люка. Розлючений джедай нападає на Дарта Вейдера, тіснить його до містка і відрубує йому руку. Палпатін наказує йому вбити батька та зайняти його місце. Але Люк відмовляється і каже що він джедай, як і його батько колись. Імператор починає катувати його блискавками Сили, повільно вбиваючи. Люк благає батька про допомогу. Вейдер, нездатний спостерігати, як гине його син, знову стає Енакіном Скайвокером і скидає імператора в реактор «Зірки смерті», де той гине. Але блискавки Сили вивели з ладу усю його систему життєзабезпечення.
Тим часом повстанці завдяки евокам штурмують генератор і відмикають захисне поле «Зірки смерті». Космічний флот Альянсу кидає останні сили на атаку станції. Пробившись до реактора, повстанці та Хан на «Тисячолітньому Соколі» підривають його, станція вибухає.
Люк забирає батька до шаттла, де він просить зняти з нього маску аби побачити сина власними очима. Подякувавши за повернення його на Світлий бік, Енакін просить передати сестрі, що мав рацію щодо добра всередині нього і помирає у спокої, а Люк лишає «Зірку смерті» до вибуху. Хан питає чи Лея любить Люка, і коли чує ствердну відповідь вирішує її покинути, але принцеса його зупиняє повідомленням, що Люк її брат, а потім цілує Хана.
Після повернення на Ендор, Люк кремує тіло батька і дух Енакіна приєднується до духів Обі-Вана і Йоди. Починається святкування перемоги над Імперією, і не лише на Ендорі, а й по всій галактиці.

## Персонажі
| Персонаж         | Актор |
| ---------------- | --- |
| Дарт Вейдер      | Девід Проуз, Джеймс Ерл Джонс (голос), Себастьян Шоу (без маски; привид в оригінальному фільмі), Гайден Крістенсен (привид сили в оновленому фільмі) |
| Люк Скайвокер    | Марк Гемілл |
| Лея Орґана       | Керрі Фішер |
| Палпатін         | Єн Макдермід |
| Хан Соло         | Гаррісон Форд |
| Чубакка          | Пітер Мейг'ю |
| Лендо Калріссіан | Біллі Ді Вільямс |
| С-3РО            | Ентоні Деніелс |
| R2-D2            | Кенні Бейкер |
| Обі-Ван Кенобі   | Алек Гіннесс |
| Йода             | Френк Оз (голос) |
| Ведж Антіллес    | Деніс Лосон |
| Вікет Ворвік     | Ворвік Девіс |

## Трейлери
- Трейлер Помсти джедая [Архівовано 17 жовтня 2015 у Wayback Machine.]
- Трейлер Повернення джедая [Архівовано 8 жовтня 2015 у Wayback Machine.]
- Новіший трейлер Повернення джедая [Архівовано 9 жовтня 2015 у Wayback Machine.]